# Lola Karimovová
Lola Karimovová (* 3. července 1978) je dcera uzbeckého prezidenta Isloma Karimova a uzbecká velvyslankyně při UNESCO. Je majitelkou několika mezinárodních společností. V souvislosti s jejich vlastnictvím a svojí funkcí bývá kritizována za nepotismus. Svoji hotovost má uloženu ve Švýcarsku. Jejím manželem je Timur Tillyaev, o kterém se spekuluje jako o šéfovi uzbecké mafie.[zdroj?]
Lola Karimovová je zakladatelkou a mecenáškou největších uzbeckých charitativních organizací, především se zaměřením na děti. Na svých oficiálních stránkách má desítky fotografií s dětmi v různých zařízeních po celém Uzbekistánu. Podařilo se jí dokonce navázat spolupráci s UNICEF. Její charitativní akce, kterých se mnohdy účastní známé celebrity, jsou často prezentovány v bulvárních médiích. Karimovová bývá někdy seriózními médii, opozičními skupinami či politickými analytiky kritizována za pokrytectví. Podle kritiků dává příliš malou část svého bohatství na charitu a především pak, že přispívá spíše na projekty, jež jí slouží ke zviditelnění (například vystoupení slavných zpěváků v dětských domovech), než na projekty, které slouží ke zlepšení životní úrovně dětí. Kritizována bývá i za to, že se nevěnuje hlavnímu problému, který v Uzbekistánu ohrožuje děti, což jsou či donedávna byly nucené práce na bavlníkových plantážích, z nichž většina je v soukromých rukou jejího otce, nebo její sestry Gulnory.
Po přesunu její sestry Gulnory do showbyznysu se o Lole spekuluje jako o možné budoucí nástupkyni v úřadu uzbeckého prezidenta. Jako další pravděpodobné jméno je uváděn její manžel Timur Tillyaev.